# 青海省人民检察院
青海省人民检察院是青海省的检察机关，现任检察长为查庆九。